# 今城誼子
今城 誼子（いまき よしこ、1907年〈明治40年〉6月 - 1993年〈平成5年〉2月12日）は、日本の華族。香淳皇后付の女官。今城定政子爵の長女。

## 略歴
女子学習院高等科卒業、1929年より当時の皇太后（貞明皇后）に出仕、「浜菊掌侍」という源氏名で呼ばれた。皇太后は宮中祭祀に熱心で、旧来の皇室の慣習を厳格に守る人物であり、今城は出仕中に強くその考えに傾倒したものと思われる。1951年の皇太后の崩御後、当時の侍従次長・甘露寺受長の紹介で香淳皇后に出仕することとなった（女官昇任は1953年4月10日）。皇后の信頼が極めて厚くなり、それを背景に宮中で強い影響力を振るうに至ったが、入江相政（1969年〈昭和44年〉 - 1985年〈昭和60年〉まで侍従長）ら昭和天皇付の側近と対立、最終的には昭和天皇の支持を得た天皇側近たちによって、1971年（昭和46年）、自主退職に追い込まれる。入江は1965年（昭和40年）以降、その日記で「魔女」というニックネームで今城のことを記述しているほど、彼女を忌み嫌っていた。

## 退職まで
入江が今城について問題視したのは、下記の点などについてである。
1. 今城が「真の道」という宗教団体の熱心な信者であり、香淳皇后にも影響を与えていると入江は考えていた[注釈 1]。
2. 今城が宮中祭祀の厳格な実行に熱心で、しきたりを守らない侍従らを手ひどく叱責するなどして敬遠されていた。
3. 宮中祭祀を厳格に実行しようとする今城は、高齢の昭和天皇の健康を気遣い宮中祭祀の実施方法を簡略化しようとしていた入江らと、相容れなかった。また、香淳皇后が次第に厳格な今城に感化されてしまい「日本の国がいろいろをかしいのでそれにはやはりお祭りをしつかり遊ばさないといけない」「（賢所の冷暖房工事に反対して）神聖な賢所には釘一本、打つことは許されません。そのくらい我慢おできにならぬお上ではない」などと、天皇の健康を省みない程度にまで祭祀簡略化に反対するようになった。ただし、『入江相政日記』昭和45年大晦日の記述によると、厳格化について香淳皇后は「ただ私が考えるだけ」と述べており、今城の影響によるものかどうかは不明である。
4. 1971年の天皇皇后の訪欧などの機密情報が早い段階から今城に漏れている形跡があった（今城がフランス語の学習を始め、訪欧がその直後の同年2月20日付け朝日新聞にスクープされる等の現象が起きた。）

1971年4月、入江はついに皇后の抵抗（一時は欧州訪問への同行を拒むほどであった）を押し切って、訪欧に随行する女官の人選から今城を排除する。5月には宮内庁長官の宇佐美毅が昭和天皇に今城の問題点を洗いざらい奏上、続いて、欧州訪問の「お供がいけないといふのに置いておけないといふ理由で罷免のお許を得る」という事態になり、遂に今城は同年7月29日をもって依願退職することとなった。
今城がこの間、香淳皇后はもちろん高松宮妃喜久子までも動かし、入江側についた北白川祥子女官長の更迭などを画策したが、昭和天皇が入江を支持したため、今城の画策は失敗に終わった、と入江は日記の中で述べている。
今城は皇后から当初の退官予定日だった1971年6月30日に、「この度御上にざんげんする者あり残念なことですが退職させる様な事になりましたが良き時期に再任します 昭和四十六年六月三十日 良子」という拇印入りの手紙を拝受したり、退官後の新居が完成する迄の間、赤坂御用地内に仮住まいを許されたが、香淳皇后がこの仮住まいに電話をかけていることが知られると、宮内庁から電話を撤去されてしまった。再任は空手形に終わったが、御用地からの引っ越しの朝、三笠宮妃百合子御手づからのおにぎりが届けられるなど、香淳皇后を始めとする一部の皇族は、今城を好意的に評価していたようである。

## 評価
入江相政日記の公刊や今城の遺族の証言によってこうした解釈が明らかにされて以降、今城のことがジャーナリズムによって皇室の裏話として時折り取り上げられることがある。多くの場合、入江日記で与えられた「魔女」というニックネームも紹介される。
訪欧情報の漏洩の事実関係は不明であるが、今城が宗教団体と関わっていると考えた入江をはじめとする宮内官僚たちにとって、皇族までも利用して訪欧随行や留任のために工作したり、退任後一年近く官舎へ居座ったり、退去時にトラブルがあったと受け止められた今城の一連の行動や、今城が皇后自筆の再任を約束する親書を入手したことなどは、非常に好ましくないものであった。
なお、最も信頼する側近の女官を失った香淳皇后は気落ちしたためか、その後心身の衰えが一際目立つようになったという。
皇室ジャーナリストの河原敏明は今城女官追放事件について、入江の日記に今城女官の悪事の例が一つも出てこないことや今城が皇后に新興宗教を勧めたと誤解していることから今城の追放は「自分の気に入らない者はとことん排斥しようという入江侍従長の私心から発した、まさしく「魔女狩り」であった」としている。